# Turkowy
Turkowy (deutsch Türkwitz, 1939–1945 Taubenfelde) ist eine Ortschaft mit einem Schulzenamt der Landgemeinde Perzów im Powiat Kępiński der Woiwodschaft Großpolen in Polen.

## Geschichte

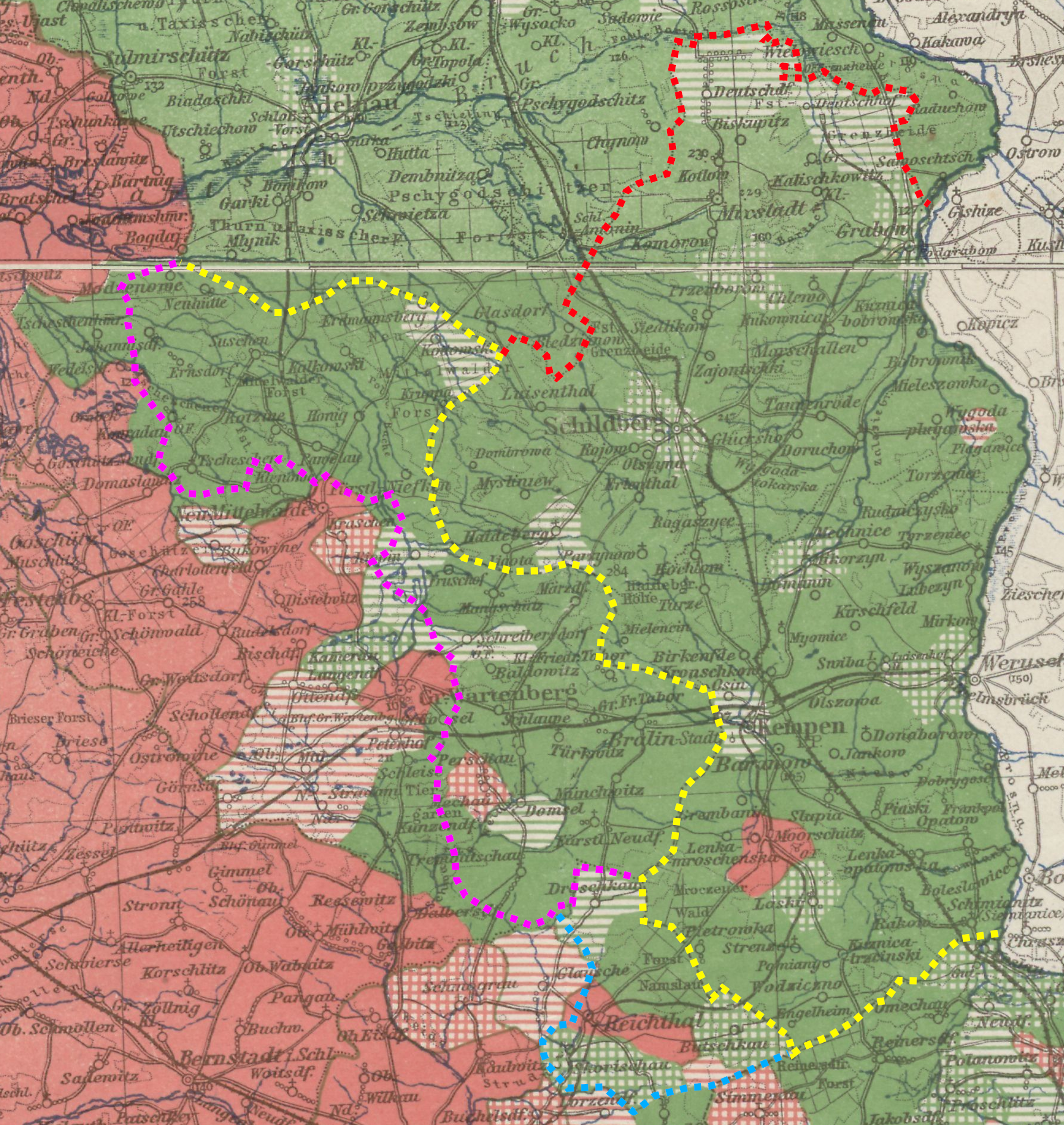
Sprachkarte aus dem Jahr 1910: Gelbe gestrichelte Linie: schlesisch-großpolnische Grenze, rosarote gestrichelte Linie: neue Grenze aus dem Jahr 1920

Der Ort wurde im Jahr 1245 erstmals urkundlich erwähnt. Um 1305 im Liber fundationis episcopatus Vratislaviensis (Zehntregister des Bistums Breslau) wurde er als Turchowitz aufgelistet.
1373 wurde die römisch-katholische Kirche erwähnt. 1560 bis 1616 und 1633 bis 1648 war sie in protestantischen Händen. Damals hatte die Pfarrei Filialkirchen in Mąkoszyce, Marcinki, Słupia und Czermin. 1822 wurde die heutige gemauerte Kirche errichtet.
Türkwitz gehörte von 1818 bis 1920 dem schlesischen Landkreis Groß Wartenberg an. Mit dem überwiegend polnischsprachigen Ostteil des Landkreises wurde Turkowy zum 10. Januar 1920 infolge des Versailler Vertrags vom Deutschen Reich an das wiedergegründete Polen abgetreten. Seitdem ist Turkowy mit der Woiwodschaft Posen bzw. Großpolen verbunden, zunächst im Powiat Kępiński.
Im Jahr 1921 gab es in der Gemeinde Turkowy im Powiat Kępno 106 Häuser mit 599 Einwohnern, davon waren 328 polnischer und 271 deutscher Nationalität, alle waren römisch-katholisch. Im Gutsgebiet gab es dagegen 4 Häuser mit 42 Einwohnern, allesamt polnischer Nationalität und römisch-katholisch.
Beim Überfall auf Polen 1939 wurde das Gebiet von den Deutschen besetzt und dem Landkreis Kempen im Reichsgau Wartheland zugeordnet.
Von 1975 bis 1998 gehörte Turkowy zur Woiwodschaft Kalisz.
2002 wurde Brzezie aus dem Schulzenamt ausgegliedert.